# Dirección de Tránsito y Transporte
La Dirección de Tránsito y Transporte (DITRA) es una dirección de la Policía Nacional de Colombia cuyo fin primordial es ejercer control de las normas de tránsito y brindar seguridad y tranquilidad a los usuarios de la Red Nacional de Carreteras de Colombia, además de mantener el orden en puertos marítimos, aeropuertos, vías férreas, terminales de transporte y peajes.

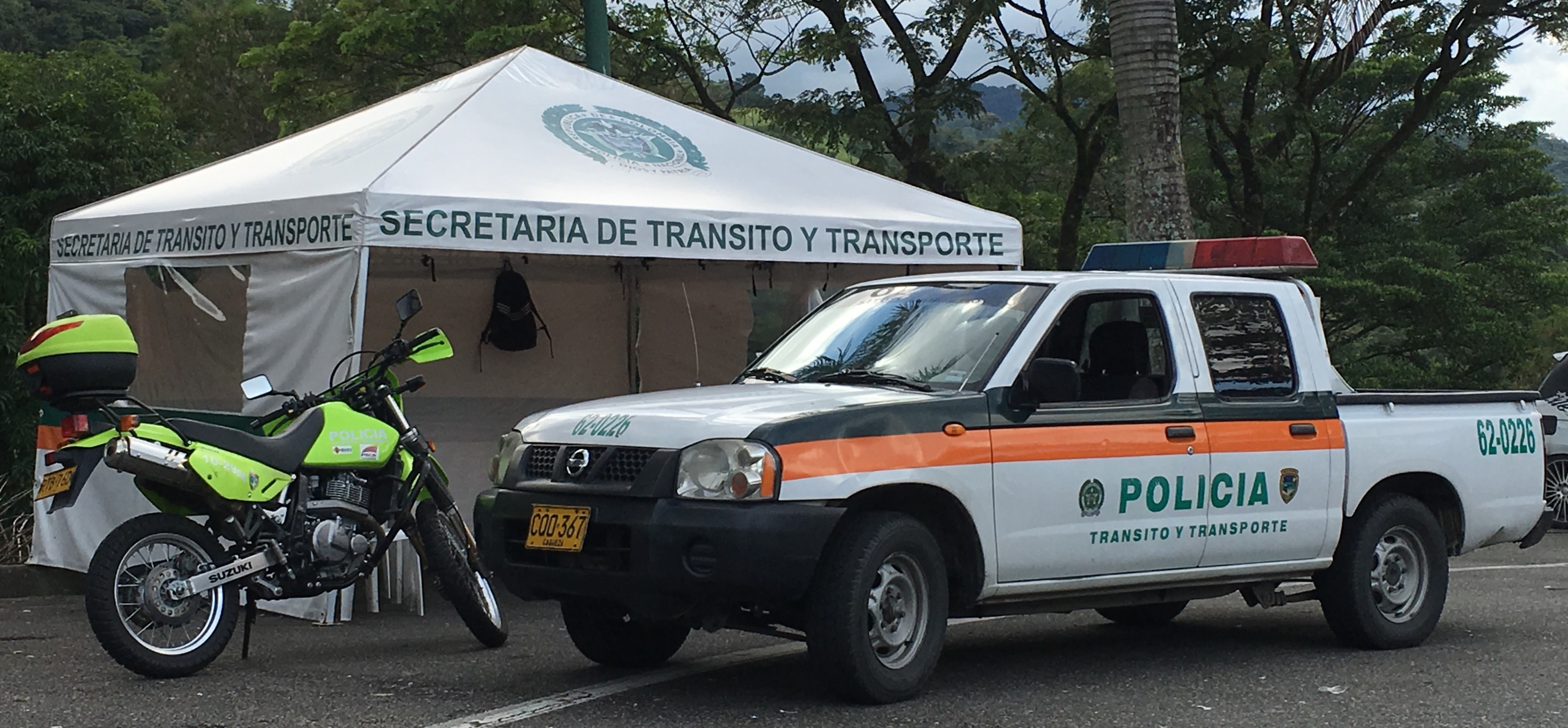
Puesto de control de la DITRA

## Áreas

### Área de Tránsito Urbano
- Grupo Metropolitano
- Grupo Municipal

### Área de Tránsito de Rural
- Unidad de Control y Seguridad
- Unidad de Intervención y Reacción (UNIR)

### Área Transporte Multimodal
- Grupo Aeroportuario
- Grupo Fluvial y Marítimo
- Grupo Ferroviario

### Área Seguridad Vial
- Grupo Registro y Análisis Estadístico
- Unidad de Prevención Vial (Una unidad por Departamento y/o Metropolitana de Policía)
- Grupo Investigación Técnica
- Grupo Laboratorio Accidentologia

### Área Operativa Especializada
- Grupo de inteligencia
- Grupo Investigación Criminal

### Área Administrativa y Financiera
- Grupo Financiero
- Grupo Contratación
- Grupo talento Humano
- Grupo Apoyo Servicio Policial
- Grupo Convenios